# Gabrielius Maldūnas
Gabrielius Maldūnas, detto Gabas (Panevėžys, 19 aprile 1993), è un cestista lituano.